# فرودگاه محلی ورنون

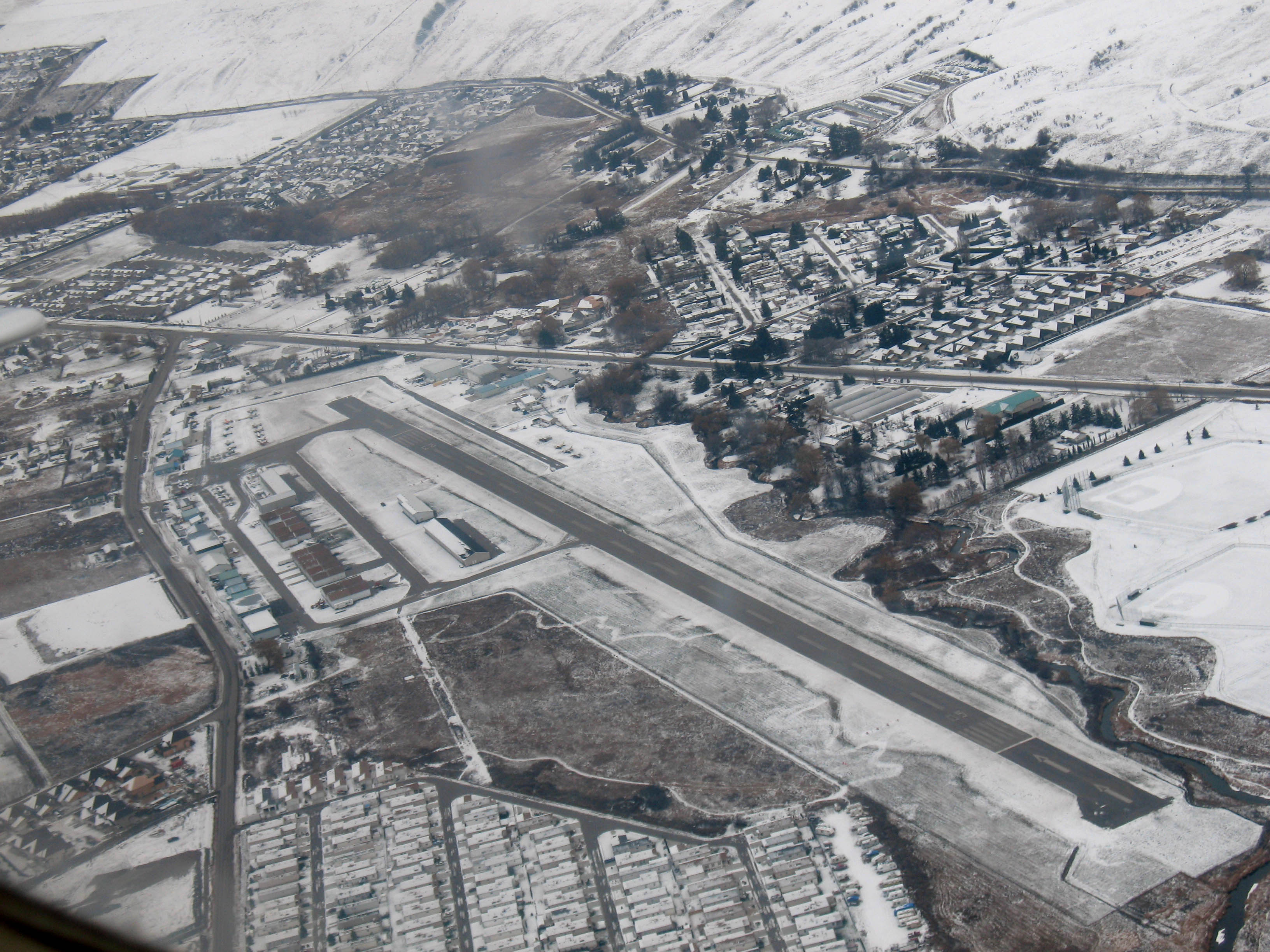
نمایی از فرودگاه محلی ورنون

فرودگاه محلی ورنون (به انگلیسی: Vernon Regional Airport) یک فرودگاه همگانی با کد یاتا YVE است که یک باند فرود آسفالت دارد و طول باند آن ۱۰۷۲ متر است. این فرودگاه در کشور کانادا قرار دارد و در ارتفاع ۳۴۸ متری از سطح دریا واقع شده است.